# Rhinella henseli
Rhinella henseli es una especie de anfibios de la familia Bufonidae.
Es endémica de las selvas del sur de Brasil.
Su hábitat natural incluye bosques secos tropicales o subtropicales, ríos y marismas intermitentes de agua dulce.